# Andreas Jakobsson
Andreas Jakobsson (* 6. Oktober 1972 in Lund, Schweden) ist ein ehemaliger schwedischer Fußballspieler.

## Laufbahn
Nachdem Jakobsson in der Jugend bei Teckomatorps SK gespielt hatte, begann er 1990 seine Profikarriere bei Landskrona BoIS. Nach fünf Spielzeiten wechselte er im Januar 1995 zu Saisonbeginn zu Helsingborgs IF, wo er zu einem der angesehensten Abwehrspieler der Allsvenskan wurde. 1999 gewann er mit dem Klub den schwedischen Meistertitel.
Im Sommer 2000 verließ er Schweden und wechselte nach Deutschland, um beim damaligen Bundesligisten Hansa Rostock anzuheuern. In seiner ersten Saison verpasste er kein Spiel und gegen den FC Bayern München gelang ihm sogar ein Torerfolg. Nach insgesamt 99 Bundesligapartien und vier Toren wechselte er 2003 zum dänischen Erstligisten Brøndby IF. Zu Beginn der Saison 2004/05 spielte er noch ein paar Spiele für Brøndby IF und wechselte noch im August 2004 nach England, um beim Premier League-Klub FC Southampton anzuheuern. Hier blieb er jedoch nur eine Spielzeit, da der Klub 2005 aus der höchsten englischen Spielklasse abstieg, und kehrte 2005 in seine Heimat zurück um bei seinem alten Klub Helsingborgs IF zu unterschreiben. 2006 konnte er den Sieg im schwedischen Pokal feiern. Nachdem er im Februar 2008 nach den Sechzehntelfinalspielen seines Vereins gegen die PSV Eindhoven (0:2 und 1:2) im UEFA-Pokal seine Profikarriere beendet hatte, spielte der Verteidiger noch für Svalövs BK, einen Amateurverein seines Wohnorts.
Zwischen 1996 und 2004 spielte Jakobsson 37-mal für Schweden, dabei gelangen ihm zwei Tore. Er nahm an der Weltmeisterschaft 2002 und der Europameisterschaft 2004 teil. Sein Durchbruch in der Nationalmannschaft ist ihm während der WM 2002 gelungen, als er überraschend Patrik Andersson als Innenverteidiger ersetzte. Bei beiden Turnieren bestritt er jeweils alle vier Spiele der schwedischen Mannschaft. Im August 2004, nur zwei Monate nach der EURO 2004, gab er seinen Rücktritt aus der Nationalmannschaft bekannt.
Nach seiner Karriere arbeitete Jakobsson als Vertreter für Kunstrasen.